# 美国核能
美国核能由99个商业反应堆提供，总净容量为100,350 MW（兆瓦），65个压水反应堆和34个沸水反应堆。 2016年共生产805.3 TW-h（太瓦·时），占全国发电总量的19.7％。 2016年，核能占美国无排放发电量的近60％。
截至2017年9月，再建两座新的反应堆，总装机容量为2500 MW，另有34座反应堆已永久关闭。 美国是世界上最大的商业核电生产国，2013年占全球核能的33％。
截至2014年10月，美国核能管理委员会(NRC)批准了延期20年，共计74座反应堆。在2014年初，NRC准备在2017年之前收到超过60年反应堆寿命的首次许可证更新申请，这一过程依法需要公众参与。 如果不批准续约，22个反应堆的许可证将在下一个十年结束前到期。
大多数反应堆于1974年开始建造；继1979年三哩岛核泄漏事故和经济转型之后，许多计划项目被取消。 在1970年代和80年代，100多个已经在建的核反应堆的订单被取消，导致了一些公司的破产。 直到2013年，自1977年以来，现有发电厂的新核反应堆也没有突破性进展。然后在2012年，NRC批准在现有的核电站场地上建造四座新反应堆。

## 历史

### 出现

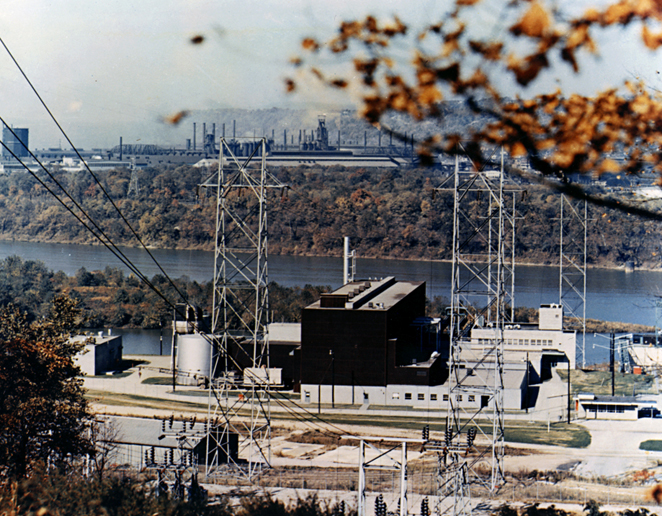
码头市核电站是美国第一座完整规模的压水堆核电站。

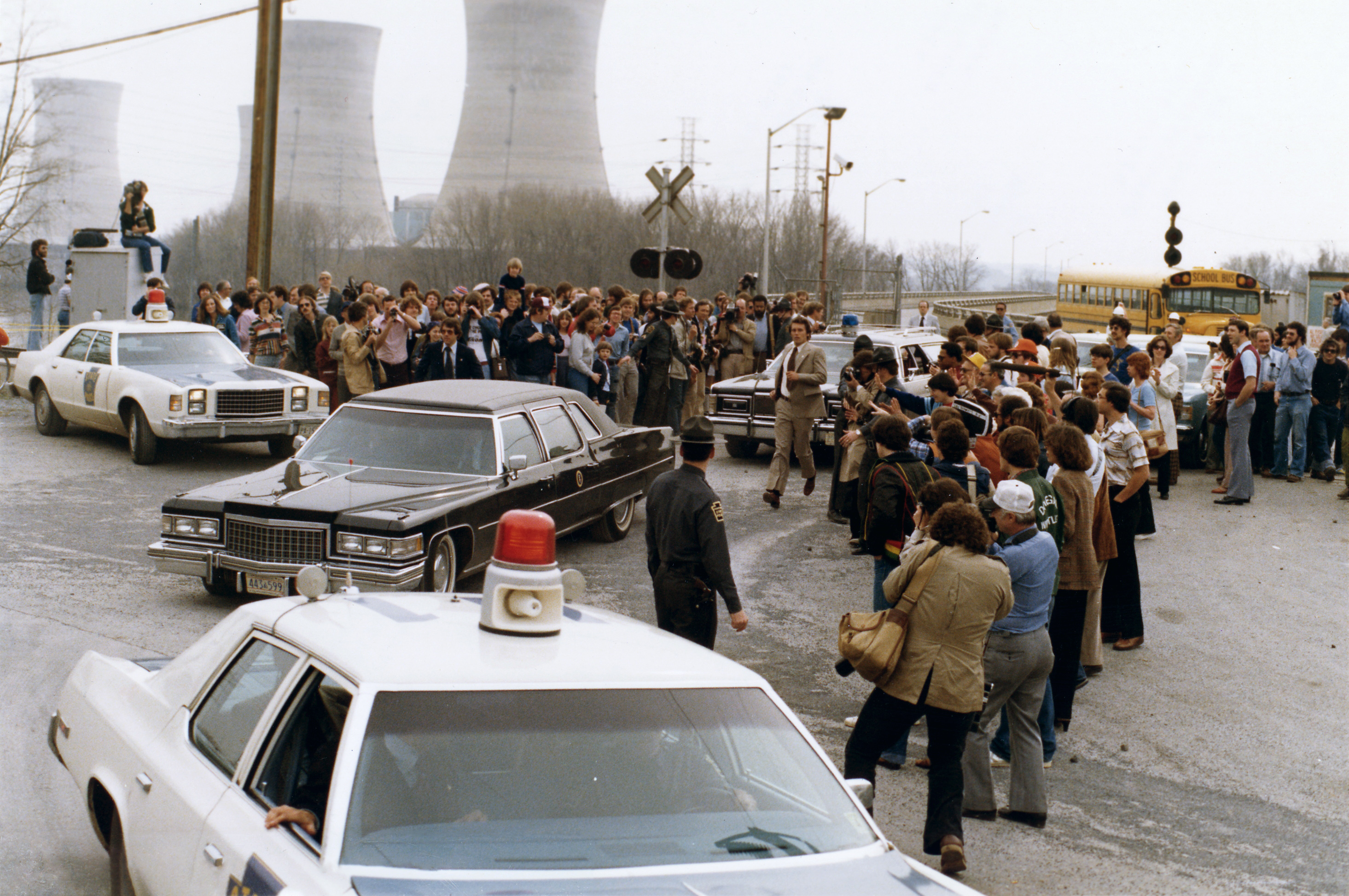
美国的吉米·卡特总统于1979年4月1日离开三里岛到賓州米德爾敦

第二次世界大战的核武器项目成本高昂，造成了“......联邦官员发展民用核电工业的压力，这可能有助于证明政府的巨额开支合理化”。 关于和平利用核材料的研究开始于美国，美国原子能委员会（AEC）主持了美国《1946年原子能法案》的制定。医学科学家对辐射对快速增长的癌细胞的影响感兴趣，以及给他们物资，而军事服务则领导其他和平用途研究。
《1954年的原子能法案》鼓励私营公司建造核反应堆，这是一个重要的学习阶段，随之而来的是实验堆和研究设施的许多早期的部分堆芯熔毀和事故 。这导致了1957年的“普利斯-安德森核工业赔偿法案”的出台，这是“......暗示承认核电提供的风险，生产者不愿在没有联邦支持的情况下承担风险”。

### 发电反应堆研究
阿贡国家实验室(Argonne National Laboratory)被美国原子能委员会(AEC)指定在1940年代开始发展商业核能的领导作用。从那时到21世纪之交，阿贡在芝加哥西南部设计，建造,和运行了十四座反应堆，还在爱达荷州的国家反应堆试验站设有十四座反应堆。这些反应堆包括初始实验和测试反应堆，它们是当今压水反应堆（包括海军反应堆），沸水反应堆，重水反应堆，石墨慢化反应堆和液态金属冷却快堆的先驱，其中之一是世界上第一个发电的反应堆。 Argonne和其他一些AEC承包商在National Reactor Testing Station共建造了52座反应堆。 其中的两个从未运作过; 除中子射线照相设施外，所有其他反应堆在2000年前都已经被关闭。

## 参見
- 核能政策（英语：Nuclear energy policy）
- 美国能源政策（英语：Nuclear energy policy of the United States）
- 美国能源部
  - 美国核能管理委员会
- 美国核子反应堆列表
- 美国的核能安全
- 核电存废问题
- NRC地區（英语：Regions of the Nuclear Regulatory Commission）
- 美國反核運動（英语：Anti-nuclear movement in the United States）
- 美國已取消核電站列表（英语：List of cancelled nuclear plants in the United States）
- 美國核反應堆事故（英语：Nuclear reactor accidents in the United States）